# Fluorur d'itri
El fluorur d'itri o fluorur d'itri(III) és un compost químic inorgànic de fórmula química YF₃. Pot sintetitzar-se a partir d'hidròxid d'itri i àcid hidrofluòric mitjançant la reacció Y(OH)₃ + 3HF → YF₃ + 3H₂O. A la natura es troba en forma del mineral waimirita-(Y).